# Armijski odjel C
Armijski odjel C (njem. Armeeabteilung C) je bila vojna formacija njemačke vojske u Prvom svjetskom ratu. Tijekom Prvog svjetskog rata djelovala je na Zapadnom bojištu.

## Povijest
Armijski odjel C je pod imenom Armijski odjel Stranz formiran 18. rujna 1914. od jedinica lijevog (južnog) krila 5. armije. Odjel je, sukladno praksi u njemačkoj vojsci, nazvan po generalu pješaštva Hermannu von Strantzu koji je kao zapovjednik V. korpusa imenovan njegovim prvim zapovjednikom. Istodobno Stranz je ostao i zapovjednikom V. korpusa koji je uz III. bavarski pričuvni korpus također ušao u sastav novoformiranog armijskog odjela. Pod Stranzovim zapovjedništvom odjel je tijekom 1916. sudjelovao u Verdunskoj bitci.
Stranz je armijskim odjelom zapovijedao do veljače 1917. kada je njegovim zapovjednikom imenovan general pješaštva Max von Boehn. Istodobno armijski odjel je preimenovan u Armijski odjel C. Boehn je armijskim odjelom zapovijedao svega mjesec dana jer je u ožujku 1917. postao zapovjednikom 7. armije. Na mjestu zapovjednika odjela zamijenio ga je general poručnik Georg Fuchs kojeg je pred sam kraj rata u studenom 1918. zamijenio general pješaštva Eduard von Below.

Armijski odjel C je tijekom cijelog rata držao položaje na na Zapadnom bojištu. Odjel je rasformiran nakon završetka rata 24. prosinca 1918. godine. 

## Zapovjednici
Hermann von Strantz (18. rujna 1914. – 2. veljače 1917.)

Max von Boehn (2. veljače 1917. – 11. ožujka 1917.)

Georg Fuchs (11. ožujka 1917. – 9. studenog 1918.)

Eduard von Below (9. studenog 1918. – 24. prosinca 1918.)

## Načelnici stožera
Erwin Fischer (18. rujna 1914. – 7. prosinca 1915.)

Wilhelm Wild (7. prosinca 1915. – 27. listopada 1916.)

Bernhard Bronsart von Schellendorff (27. listopada 1916. – 20. prosinca 1916.)

Otto von Ledebur (20. prosinca 1916. – 22. rujna 1918.)

Wilhelm Faupel (22. rujna 1918. – 9. studenog 1918.)

Otto von Ledebur (9. studenog 1918. – 24. prosinca 1918.)

## Vojni raspored Armijskog odjela Strantz nakon osnivanja
Zapovjednik: general pješaštva Hermann von Strantz
Načelnik stožera: pukovnik Erwin Fischer
- V. korpus (genpj. Hermann von Strantz)
  - 9. pješačka divizija (gen. E. Below)
  - 10. pješačka divizija (gen. Kosch)

- III. bavarski korpus (genkonj. Ludwig von Gebsattel)
  - 5. bavarska divizija (gen. Schoch)
  - 6. bavarska divizija (gen. Höhn)

- Armijska pričuva
  - 33. pričuvna divizija (gen. Bausch)
  - Bavarska konjička divizija (gen. Stetten)

## Vojni raspored Armijskog odjela Strantz u prosincu 1914.
Zapovjednik: general pješaštva Hermann von Strantz

Načelnik stožera: potpukovnik Erwin Fischer

- V. korpus (genpor. Robert Kosch)
  - 9. pješačka divizija (gen. E.Below)
  - 10. pješačka divizija (gen. Larisch)
  - 33. pričuvna divizija (gen. Bausch)

- III. bavarski korpus (genkonj. Ludwig von Gebsattel)
  - 5. bavarska pričuvna divizija (gen. F. Kress von Kressenstein)
  - 6. bavarska pričuvna divizija (gen. Bothmer)
  - Bavarska ersatzka divizija (gen. Benzino)

- Armijska pričuva
  - 5. landverska divizija (gen. Waldow)Eduard von Below, posljednji zapovjednik Armijskog odjela C

## Vojni raspored Armijskog odjela Strantz krajem kolovoza 1916.
Zapovjednik: general pješaštva Hermann von Strantz

Načelnik stožera: pukovnik Wilhelm Wild

- V. korpus (genpj. Robert Kosch)
  - 10. pješačka divizija (gen. Schwarte)
  - 9. pješačka divizija (gen. Bieberstein)
  - 103. pješačka divizija (gen. Estorff)

- I. bavarski korpus (genpj. Oskar von Xylander)
  - 1. bavarska divizija (gen. Schoch)
  - 2. bavarska divizija (gen. Hartz)
  - 5. landverska divizija (gen. Unger)

- Armijska pričuva
  - Bavarska ersatzka divizija (gen. Kiefhaber)
  - Gardijska ersatzka divizija (gen. Larisch)
  - 8. ersatzka divizija (gen. Stumpff)

## Vojni raspored Armijskog odjela C u ožujku 1917.
Zapovjednik: general pješaštva Max von Boehn

Načelnik stožera: potpukovnik Otto von Ledebur

- V. korpus (genpj. Eduard von Below)
  - 8. landverska divizija (gen. Schumann)
  - 9. pješačka divizija (gen. Weber)
  - 10. pješačka divizija (gen. Schwarte)

- I. bavarski korpus (genpj. Oskar von Xylander)
  - 2. bavarska divizija (gen. Zoellner)
  - 1. bavarska divizija (gen. Dänner)
  - 5. landverska divizija (gen. Unger)

- Armijska pričuva
  - 54. pješačka divizija (gen. O. Watter)
  - 8. ersatzka divizija (gen. Leyser)

## Vojni raspored Armijskog odjela C u lipnju 1917.
Zapovjednik: general poručnik Georg Fuchs

Načelnik stožera: potpukovnik Otto von Ledebur

- V. korpus (genpj. Eduard von Below)
  - 8. landverska divizija (gen. Schumann)
  - 45. pričuvna divizija (gen. W. Eberhardt)
  - 44. pričuvna divizija (gen. Fölkersamb)

- I. bavarski korpus (genpj. Oskar von Xylander)
  - 5. bavarska pričuvna divizija (gen. Ipfelkofer)
  - Bavarska ersatzka divizija (gen. Burkhardt)
  - 5. landverska divizija (gen. Unger)

- XXIII. pričuvni korpus (genpj. Hugo von Kathen)
  - Gardijska ersatzka divizija (gen. Larisch)
  - 10. ersatzka divizija (gen. Rumschöttel)

- Armijska pričuva
  - 5. pješačka divizija (gen. Wedel)
  - 36. pričuvna divizija (gen. Leipzig)

## Vojni raspored Armijskog odjela C u listopadu 1918.
Zapovjednik: general poručnik Georg Fuchs

Načelnik stožera: potpukovnik Wilhelm Faupel
- XIII. korpus (genpj. Theodor von Watter)
  - 5. gardijska divizija (gen. Haxthausen)
  - 3. bavarska divizija (gen. K. Schoch)
  - 241. pješačka divizija (gen. Fortmüller)

- V. korpus (genpj. Eduard von Below)
  - 13. landverska divizija (gen. Wilcke)
  - 94. pješačka divizija (gen. Heimburg)
  - 35. pješačka divizija (Austro-Ugarska) (gen. Podhoranszky)

- XII. pričuvni korpus (genpor. Max Leuthold)
  - 5. landverska divizija (gen. Spennemann)
  - 224. pješačka divizija (gen. Rüstow)

- LVII. korpus (genpor. Bernhard von Hartz)
  - 8. landverska divizija (gen. Schumann)
  - 255. pješačka divizija (gen. Jung)

- Grupa Metz
  - 10. pješačka divizija (gen. Diepenbroick-Grüter)
  - 18. landverska divizija (gen. Schmeling)
  - 2. landverska divizija (gen. Franke)

## Vanjske poveznice
(eng.) Armijski odjel C na stranici PrussianMachine.com

(njem.) Armijski odjel C na stranici Deutschland14-18.de  Arhivirana inačica izvorne stranice od 23. rujna 2015. (Wayback Machine)

(njem.) Armijski odjel C na stranici Wiki-de.genealogy.net